# Actinocephalus coutoensis
Actinocephalus coutoensis là một loài thực vật có hoa trong họ Cỏ dùi trống. Loài này được (Moldenke) Sano mô tả khoa học đầu tiên năm 2004.